# Antico ospedale Casa di Dio
L'antico ospedale Casa di Dio fu il primo ospedale di Forlì ma attualmente non ne resta traccia.
Si trovava presso l'attuale piazza Cavour e adiacente alla chiesa di San Francesco Grande, oggi distrutta: con i materiali recuperati dalla demolizione venne costruita la chiesa di San Francesco Regis.
Al tempo del Marchesi intorno alla metà del Seicento vi era ancora leggibile l'arma dei francescani che gestirono l'ospedale fino al 1438 quando papa Eugenio IV la passò alla comunità poiché si trovava in uno stato degradato.
Nel 1541 vi si concentrarono le attività e rendite di tutti i Battuti.
Fu dismesso da ospedale quando fu attivata la nuova sede nel 1772 presso palazzo Merenda.